# Референдум о независимости Новой Каледонии (2021)
Референдум о независимости Новой Каледонии прошёл 12 декабря 2021 года, он стал последним из трёх референдумов, касающихся предлагавшегося выхода Новой Каледонии из состава Франции и проведённых в соответствии с условиями Нумейского соглашения, после голосований в 2018 и 2020 годах, в которых независимость была отклонена 56,7 % и 53,3 % избирателей, соответственно.
В результате проведённого референдума 2021 года подавляющее большинство избирателей отвергли независимость: 96,49 % проголосовали против независимости и лишь 3,51 % за независимость. Референдум прошёл на фоне массового бойкота среди коренного населения канаков, лидеры которого призвали отложить голосование после крупномасштабной вспышки COVID-19, начавшейся в сентябре 2021 года, в результате которой погибло в общей сложности 280 человек, и указали на то, что канакские траурные ритуалы длятся до года.
Указывая на то, что к середине ноября вспышка в значительной степени затихла, участники кампании против независимости обвинили сторонников независимости в использовании пандемии для оправдания отсрочки референдума, который последние боялись проиграть, поскольку пандемия показала роль Франции в хорошем свете после отправки из Франции врачей и вакцины, а также инвестиции десяти миллиардов франков КФП в местную экономику, чтобы помочь преодолению кризиса.
Явка избирателей оценивалась всего в 43,90 % по сравнению с 85,69 % на референдуме 2020 года. Опасаясь беспорядков, французское правительство направило 2 тыс. военнослужащих в Новую Каледонию на время голосования, которое в итоге прошло мирно.
Президент Франции Эмманюэль Макрон отпраздновал результаты референдума, добавив, что Франция «красивее, потому что Новая Каледония решила остаться в ней». Сторонники независимости призвали к участию в последующем обсуждении будущего статуса Новой Каледонии, но отказались сделать это до окончания президентских выборов во Франции в апреле 2022 года. Переходный период запланирован до 30 июня 2023 года, в течение которого состоится референдум о новом статусе Новой Каледонии в составе Франции.

## Результат
На референдуме 2021 года подавляющее большинство избирателей отвергли независимость: 96,49 % проголосовали против независимости и 3,51 % за независимость. Голосование проходило на фоне бойкота партиями, выступающих за независимость, поэтому явка составила только 43,90 % по сравнению с явкой в 85,69 % на предыдущим референдуме 2020 года.
Хотя в ходе предвыборной кампании референдума 2020 года были отмечены случаи запугивания и расистских нападений на европейских каледонских избирателей со стороны канаков в нескольких населенных пунктах, в 2021 году подобных инцидентов не было. Помимо размещения 2 тыс. жандармов власти запретили продажу алкоголя и горючего, а также ношение оружия в день голосования.
Президент Франции Эмманюэль Макрон отпраздновал результаты референдума, заявив, что страна может «гордиться» процессом, разработанным для определения статуса островов, согласно которому жителей на трех отдельных референдумах спрашивали, хотят ли они отделиться от Франции. Макрон добавил: «Сегодня Франция красивее, потому что Новая Каледония решила остаться её частью».
Сторонник независимости Рох Вамитан, подписавший Нумейское соглашение в качестве главы Канакского социалистического фронта национального освобождения, а затем ставший президентом Конгресса Новой Каледонии, объявил референдум несуществующим и, что юридическую и политическую легитимность имеют только те, которые проводились в 2018 и 2020 годах. Заверив, что сторонники независимости будут участвовать в обсуждении будущего статуса Новой Каледонии после референдума, он, тем не менее, повторил свой отказ сделать это до окончания президентских выборов во Франции в апреле 2022 года.
Председатель ассамблеи независимой цитадели провинции Острова Луайоте Жак Лали, указал на упорство двух противостоящих блоков в Новой Каледонии, прежде чем призвать население понять, что будущие переговоры теперь будут сосредоточены на отношениях между архипелагом и Францией.
Переходный период планируется провести до 30 июня 2023 года, во время которого состоится референдум о новом статусе Новой Каледонии во Французской Республике.